# 贝格耨
贝格耨（Benjamin Bagnall；1844年—1900年7月1日），英国内地会传教士，在1900年义和团事件期间殉道。
1873年，贝格耨由中国内地会差遣，从英国来到中国传教，驻浙江。不久，他离开内地会，成为一名独立传教士，驻江苏镇江。1883年贝格耨改驻北京，并改属美国圣经会。1890年前，贝格耨再次回到内地会，驻地是山西太原，并与1880年来华的女教士贝美丽（Emily Bagnall）结婚。1894年，贝格耨夫妇调往直隶保定，在南关舟止舫头迤东建教堂。不久生下一个女儿（Gladys Bagnall）。1900年7月1日，义和团事件期间，贝格耨在中国直隶保定南关凤凰台被杀，年56岁，是庚子教难殉道者中年龄最大、资格最老的一位。一同在凤凰台被杀的还有他45岁的妻子贝美丽和5岁的女儿，内地会的另一位传教士顾正道（William Cooper，1881年来华，42岁），还有美国公理会差会的毕得经 牧师（Horace Tracy Pitkin，1897年来华，30岁）、顾姑娘（Annie Allender Gould，1893年来华，32岁）和莫姑娘（Mary Susan Morrill，1889年来华，37岁）。